# Asymmetrisch conflict
Een asymmetrisch conflict of asymmetrische oorlog is een langdurige gewapende strijd tussen ongelijke partijen. Meestal gaat het om een strijd tussen een regeringsleger en een of meer kleinere groepen die een gebied voor zichzelf claimen. Het kan bijvoorbeeld gaan om een onafhankelijkheidsstrijd.
Bij een asymmetrisch conflict beschikt de sterkste partij (meestal een regering met een officieel leger) over veel meer militaire middelen dan de tegenstanders. De zwakkere partij zal daarom gewoonlijk zijn toevlucht nemen tot guerrilla-tactieken, waarbij korte gerichte aanvallen worden uitgevoerd, waarna de strijders zich snel terugtrekken.

## Voorbeelden
Voorbeelden van asymmetrische oorlogsvoering zijn:
- De oorlog in Afghanistan tegen Taliban.
- De Cubaanse Revolutie in Cuba geleid door Fidel Castro en Che Guevara.
- De strijd tussen Israël en Palestina.
- De Vietnamoorlog waar de Vietcong streed tegen de Verenigde Staten.